# Dumplin'
Dumplin' é um romance para jovens adultos de 2015 e o segundo livro da autora americana Julie Murphy. Foi publicado pela primeira vez em capa dura nos Estados Unidos em 15 de setembro de 2015 através da Balzer + Bray. Uma adaptação de audiobook, narrada por Eileen Stevens, foi lançada através da Harper Audio. O livro centra-se em Willowdean, uma adolescente de tamanho grande que encontra o amor, mas também percebe que ela é mais insegura sobre si mesma do que inicialmente pensava.

## Sinopse
Willowdean, apelidada de "Dumplin" por sua mãe e chamada de "Will" por seus amigos, é uma adolescente com excesso de peso que sempre se sentiu confortável com seu corpo e com ela mesma. Ela não se importa que sua mãe seja uma rainha da beleza adolescente ou que as pessoas zombaram de seu peso. Tudo isso muda quando ela conhece Bo, um rapaz bonito da idade dela que manifestou interesse em sair com ela. De repente, Will está cheio de inseguranças e não consegue sair com ele por medo do que os outros diriam. A fim de provar a sua auto-estima, Will decidiu entrar e ganhar o Miss Teen Blue Bonnet Pageant. No entanto, à medida que a data do espetáculo se aproxima, Will descobre que não é tão fácil participar de um desfile - especialmente depois que sua melhor amiga, Ellen, decide entrar.

## Recepção
Recepção crítica para Dumplin tem sido positiva. Commonsensemedia e Entertainment Weekly deram opiniões favoráveis a Dumplin e ambos elogiaram Murphy por escrever um personagem acima do peso "que está lutando com seu peso apenas em termos de aceitá-lo". O Chicago Tribune também escreveu uma crítica favorável, afirmando que "se o livro acabar é um pouco otimista do Disney Channel, é compreensível - Willowdean não merece menos".

## Adaptação
Danielle Macdonald e Jennifer Aniston estrelam a adaptação cinematográfica, escrita por Kristin Hahn e dirigida por Anne Fletcher.